# Pierre Moussa (homme politique)
Pour les articles homonymes, voir Pierre Moussa et Moussa.
Pierre Moussa, né le 24 juillet 1941 à Fort-Rousset (devenu Owando), est un homme politique congolais (république du Congo). Il a fait fonction de Premier ministre de la république populaire du Congo du 3 décembre 1990 au 8 janvier 1991, pendant la présidence de Denis Sassou-Nguesso.
Entre juillet 2012 et octobre 2017, il a été président de la Communauté économique et monétaire de l'Afrique centrale,.
Depuis décembre 2019, il est le secrétaire général du Parti congolais du travail, parti au pouvoir.

## Biographie
Pierre Moussa est né le 24 juillet 1941 à Fort-Rousset (devenu Owando, département de la Cuvette), ville située dans le nord du Congo-Brazzaville. Il est nommé secrétaire général de la Planification en 1978. Sous le président Denis Sassou-Nguesso, il fait son entrée au gouvernement en tant que ministre de la Planification en 1979. La même année, il rejoint le comité central du Parti congolais du travail (PCT), où il est nommé secrétaire à la Planification et à l'Économie en 1986. Le 21 août 1987, son portefeuille ministériel est modifié, et il devient ministre de la Planification et des Finances. Considéré comme « l'économiste du régime », Pierre Moussa rejoint le bureau politique du PCT en 1989 et est chargé de la planification et de l'économie. Il est également promu au rang de ministre d'État à la Planification et à l'Économie dans le gouvernement nommé le 13 août 1989. Il reste à ce poste jusqu'en 1991.
Après le retour au pouvoir de Denis Sassou-Nguesso pendant la guerre civile de juin à octobre 1997, ce dernier nomme Pierre Moussa ministre de l'Aménagement du territoire et du Développement régional le 2 novembre 1997. Lors des élections législatives de 2002, il est élu à l'Assemblée nationale en tant que candidat du PCT dans la première circonscription d'Owando; récoltant 54,53 % des voix dès le premier tour. À la suite des élections, son portefeuille est modifié et il est nommé ministre de la Planification, de l'Aménagement du territoire et de l'Intégration économique le 18 août 2002. Il est ensuite promu au rang de ministre d'État à la Planification, à l'Aménagement du territoire, à l'Intégration économique et au NEPAD le 7 janvier 2005. 
Lors des élections législatives de 2007, Pierre Moussa est de nouveau élu à l'Assemblée nationale en tant que candidat du PCT dans la première circonscription d'Owando, qu'il remporte dès le premier tour avec 99,94 % des voix. Après l'élection, il conserve son poste en tant que ministre d'État de la Planification et de l'Aménagement du Territoire dans le gouvernement nommé le 30 décembre 2007. Après que Denis Sassou-Nguesso a remporté un autre mandat lors de l'élection présidentielle de 2009, ce dernier réorganise le gouvernement en désignant le 15 septembre 2009 quatre ministres chargés de coordonner les grands domaines de la politique gouvernementale : Pierre Moussa est alors affecté à la coordination des questions économiques au sein du gouvernement, et est par la même occasion nommé ministre d'État à l'économie, à la planification, à l'aménagement du territoire et à l'intégration. 
Lors du sixième congrès extraordinaire du PCT, tenu en juillet 2011, Pierre Moussa a été élu au bureau politique du PCT, composé de 51 membres. Un an plus tard, il est nommé président de la Communauté économique et monétaire de l'Afrique centrale (CEMAC), pour un mandat de cinq ans, lors du 11e sommet des chefs d'État de la CEMAC s'étant tenu en juillet 2012 à Brazzaville. Il prête serment en tant que président de la Commission de la CEMAC le 28 août 2012. Lors d'une réunion des dirigeants de la CEMAC en février 2017, il est remplacé par Daniel Ona Ondo du Gabon.
En décembre 2019, lors du 5e Congrès du PCT, il est élu secrétaire général du parti par le comité central, remplaçant Pierre Ngolo.